# Димитър Бурков (стадион)
„Димитър Бурков“ е клубният стадион на ПФК „Светкавица“ (Търговище), носещ името на местния комунист партизанин Димитър Бурков. Открит е в началото на 1960-те години. Стадионът е с капацитет за между 10 000 и 12 000 зрители, от които 5000 седящи места.
През 2007 година са заделени около 100 000 лв. за ремонт на стадиона. През 2009 година общината отделя около 100 000 лева за подмяна на седалките и ремонт на източните трибуни на стадиона.
При игран бараж между Светкавица и ПФК Етър 1924 (Велико Търново) за влизане на отбора в А футболна група през месец юни 2011 година, кметът на Търговище Красимир Мирев обещава общината да ремонтира стадиона, ако влезе в групата, за да отговори на изискванията.